# Bebauungsplankataster
Ein Bebauungsplankataster ist die kartographische Darstellung der Gültigkeitsbereiche von Bebauungsplänen. Bebauungsplankataster sind eine wichtige Informationsebene für die Stadtplanung des Bundeslandes, der Kommunen sowie für den einzelnen Architekten oder Bauherren. Sie geben den Stadtplanern einen Überblick über die Verbreitung der Bebauungspläne und dem Architekten Informationen über die Zuordnung von einem konkreten Baugrundstück zu einem Bebauungsplan.
Regionalplaner erschließen sich damit die Information über den Bestand an Siedlungsflächen.  Stadtplaner bekommen einen Überblick über die Verbreitung und Art der Bebauungspläne und die Architekten bekommen Informationen über die Zuordnung von einem konkreten Baugrundstück zu einem Bebauungsplan.

## Anwendung
Bebauungsplankataster werden heute meist in digitaler Form als GIS-Ebene realisiert.
Dies geschieht zuständigkeitshalber auf der Ebene der Kommunen. Bei landkreiszugehörigen Kommunen übernehmen diese Aufgabe zunehmend die Landkreise im Rahmen der Bauaufsicht. Sie stellen die Kataster nachrichtlich der regionalplanerischen tätigen Landesebene zur Verfügung.
Klickt man auf einen Bebauungsplan in der GIS-Ebene, so werden Zusatzinformationen zu dem angeklickten Objekt sichtbar. Dazu gehören vor allem:
- Name des Plans
- Datum der Rechtswirksamkeit
- Überwiegende Nutzungsart
- Link (URL) auf die PDF-Datei mit dem vollständigen Scan des Bebauungsplanes

Bebauungsplankataster sind meist integraler Bestandteil eines BürgerGIS, wodurch ein bequemer, kartengestützter Zugriff ermöglicht wird.
Eine zweite Form der Bereitstellung der Daten eines Bebauungsplankatasters ist die des adress- bzw. flurstücksbezogenen Downloadsystems. Hierbei kann der Bürger ohne den Einsatz von physischen Karten durch einfache Eingabe einer Adresse oder einer Flurstücksnummer direkt den dort gültigen Bebauungsplan als PDF-Datei herunterladen.